# Камень Кочно
Камень Кочно (англ. Cochno Stone, также называемый «Whitehill 1» или «друидов камень») — в Шотландии каменная плита с нанесёнными на неё чашевидными знаками, относящимися к бронзовому веку. Была найдена в XIX веке вблизи фермы Кочно (Cochno) в местечке Auchnacraig, к северу от Файфли (пригород Клайдбанка) в шотландском округе Уэст-Данбартоншир.
Каменная плита имеет размеры в длину 12,8 м и в ширину 7,9 м. Это самый большой камень с петроглифами в Шотландии. Плита была обследована и зарисована в 1887 году священником Джеймсом Харви (James Harvey). На ней около 90 петроглифов в виде кругов, линий и спиралей. Датируется примерно 3-м тысячелетием до н. э.

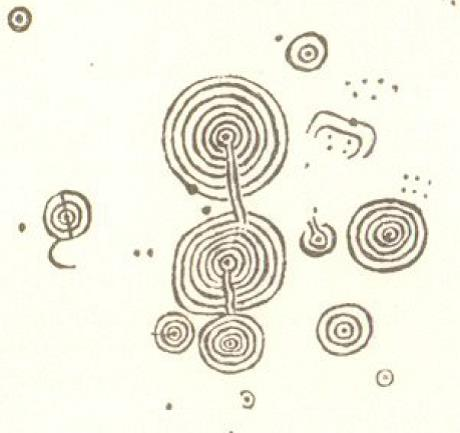
Один из рисунков Джеймса Харви (1889)

Плиту намеренно закопали в 1965 году, чтобы защитить относительно мягкий камень от вандализма. В 2015 году она была частично откопана для проведения трёхдневного  исследования научной группой из университета Глазго, а годом позже уже для трёхнедельного изучения, с целью изготовления трёхмерной копии.